# Anilios minimus
Espèce
Synonymes
- Ramphotyphlops minimus Kinghorn, 1929
- Austrotyphlops minimus (Kinghorn, 1929)

Anilios minimus est une espèce de serpents de la famille des Typhlopidae. 

## Répartition
Cette espèce est endémique de l'île de Groote Eylandt dans le Territoire du Nord en Australie.

## Description
L'holotype d'Anilios minimus mesure 170 mm et d'un diamètre au milieu du corps de 2,5 mm. Cette espèce a le corps brun jaunâtre avec des lignes longitudinales sombres. Sa tête et sa queue, ou sa queue seulement, sont brun foncé.

## Publication originale
- Kinghorn, 1929 : Two new snakes from Australia. Records of the Australian Museum, vol. 17, no 4, p. 190-192 (texte intégral).